# Bulla vernicosa
Bulla vernicosa is een slakkensoort uit de familie van de Bullidae. De wetenschappelijke naam van de soort is voor het eerst geldig gepubliceerd in 1859 door Gould.